# Honnehatti, Bhadravati
Honnehatti là một làng thuộc tehsil Bhadravati, huyện Shimoga, bang Karnataka, Ấn Độ.